# La Forêt-du-Parc
La Forêt-du-Parc är en kommun i departementet Eure i regionen Normandie i norra Frankrike. Kommunen ligger i kantonen Saint-André-de-l'Eure som tillhör arrondissementet Évreux. År 2022 hade La Forêt-du-Parc 636 invånare.

## Befolkningsutveckling
Antalet invånare i kommunen La Forêt-du-Parc
Referens:INSEE